# Burg Eversberg
Burg Eversberg is de ruïne van een kasteel in het dorp Eversberg, gemeente Meschede boven op de gelijknamige berg in de Duitse deelstaat Noordrijn-Westfalen.
Graaf Eberhard von Arnsberg liet het kasteel op de heuvel in de periode 1093-1124 bouwen. Het kasteel werd door een brand verwoest in 1235. Graaf Gottfried III von Arnsberg liet het kasteel herbouwen om zijn territorium te beschermen tegen het keurvorstendom Keulen. Vanaf de 16e eeuw geraakte Burg Eversberg in verval.